# گسترش کشاورزی
گسترش کشاورزی (به انگلیسی: Agricultural expansion) رشد زمین‌های کشاورزی (زمین زراعی، چراگاه و غیره) را به‌ویژه در سدهٔ ۲۰ و ۲۱ توصیف می‌کند.
گسترش کشاورزی اغلب به عنوان یک پیامد مستقیم از افزایش جهانی نیاز به غذا و انرژی به دلیل رشد پیوسته جمعیت (که هر دو به به خود گسترش کشاورزی نسبت داده شده‌اند) با پیش‌بینی برآورد ۱۰ تا ۱۱ میلیارد انسان روی زمین تا پایان این قرن توضیح داده می‌شود. پیش‌بینی می‌شود که بیشتر اکوسیستم‌های غیرکشاورزی جهان (خشکی و آبی) از نابودی زیستگاه، دگرگونی زمین، بهره‌برداری بی‌رویه و دیگر مشکلات تحت تأثیر نامطلوب قرار گیرند. تشدید تولید مواد غذایی (و سوخت زیستی) به ویژه بر مناطق گرمسیری تأثیر می‌گذارد.
بیشتر کشاورزی نوین بر شیوه‌های کشاورزی فشرده استوار است. گسترش بیشتر انواع کشاورزی غالب که بر روی تعداد کمی از رقم پرمحصول قرار دارند، سبب از دست دادن قابل توجه تنوع زیستی در مقیاس جهانی شده‌است. افزون بر این، گسترش کشاورزی همچنان عامل اصلی جنگل‌زدایی و گسستگی جنگل‌ها است. کشاورزی تجاری در مقیاس بزرگ (عمدتاً دامداری و کشت دانه سویا و نخل روغنی) ۴۰ درصد از جنگل‌زدایی مناطق گرمسیری را بین سال‌های ۲۰۰۰ تا ۲۰۱۰ و کشاورزی محلی برای ۳۳ درصد دیگر به‌خود اختصاص داده‌است. با توجه به پیامدهای زیست‌محیطی عظیم در حال وقوع و بالقوه، نیاز به اقدامات پایدار بیش از هر زمان دیگری ضروری است.
فائو پیش‌بینی می‌کند که استفاده از زمین‌های قابل کشت جهانی از ۱٫۵۸ میلیارد هکتار (۳٫۹×۱۰۹ جریب فرنگی) به رشد خود ادامه خواهد داد. در سال ۲۰۱۴ به ۱٫۶۶ میلیارد هکتار (۴٫۱×۱۰۹ جریب فرنگی) در سال ۲۰۵۰ می‌رسد که پیش‌بینی می‌شود بیشتر این رشد ناشی از کشورهای در حال توسعه باشد. در عین حال، استفاده از زمین‌های قابل کشت در کشورهای توسعه یافته احتمالاً به کاهش خود ادامه خواهد داد.
یک نمونهٔ شناخته‌شده از گسترش کشاورزی امروزین، تکثیر مناطق تولید روغن نخل یا تبدیل زمین / جنگل‌زدایی برای تولید دانه سویا در آمریکای جنوبی است. فعالیت‌های زمین‌خواری امروزی اغلب نتیجه تلاش برای زمین‌های کشاورزی توسط اقتصادهای در حال رشد است.
در آغاز سدهٔ بیست‌ویکم صنعت روغن نخل سبب جنگل‌زدایی گسترده در بورنئو شد که پیامدهای سنگینی داشت.